# Марш, Мэй
Мэй Марш, или Мей Марш (англ. Mae Marsh, 9 ноября 1894, Madrid, Санта-Фе, Нью-Мексико — 13 февраля 1968, Хермоса-Бич, Лос-Анджелес) — американская актриса немого кино.

## Биография

### Юность
Мэри Уэйн Марш родилась в деревне Мадрид в штате Нью-Мексико 9 ноября 1894 года. Согласно её собственным рассказам, когда ей было четыре, отец умер, и мать вскоре вновь вышла замуж. Семейство перебралось в Сан-Франциско, где в апреле 1906 во время землетрясения погиб и отчим. После этого двоюродная бабушка Мэй забрала её вместе с сестрой к себе в Лос-Анджелес, где она надеялась, что девочки смогут пробиться хоть в какое-нибудь направление начавшегося развиваться там шоу-бизнеса.
Но если верить данным переписи, то её отец был жив по крайней мере в июне 1900, когда Мэй было уже шесть, а отчим не мог погибнуть в 1906, так как значился в данных переписи 1910 года, живущим с женой и двумя приёмными дочерьми в Сан-Франциско.

### Карьера
В юности Мэй Марш работала продавщицей, но после того, как её старшая сестра стала пробиваться в кино, последовала её примеру и уже в 1910 году в возрасте 15 лет дебютировала в фильме «Рамона» с Мэри Пикфорд в главной роли. В последующие пару лет Марш много работала с Дэвидом Уорком Гриффитом на его киностудии Biograph. Звёздным для неё стал 1912 год, когда Мэри Пикфорд отклонила предложение сняться в картине «Происхождение человека» и вместо неё там появилась Мэй Марш. Спустя год она появилась ещё в одном приметном фильме студии Biograph — «Юдифь из Бетулии».

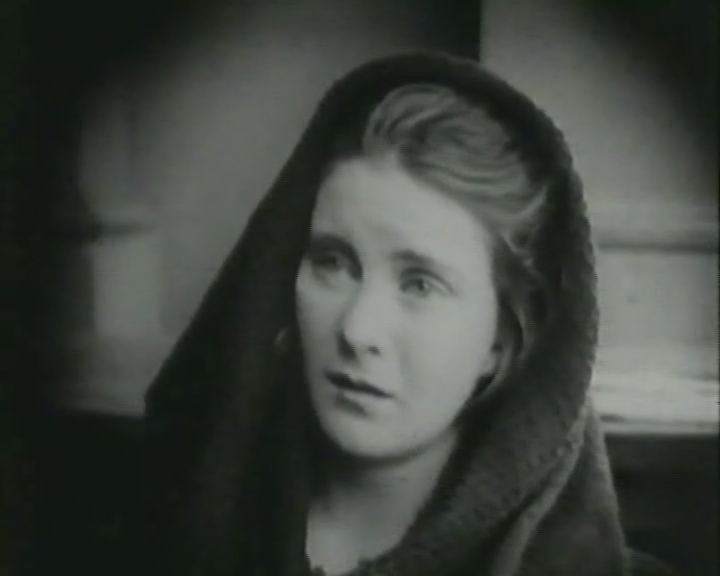
Мэй в фильме «Нетерпимость» (1916)

Мэй Марш вскоре стала довольно плодовитой актрисой, сотрудничая с Маком Саннетом и Дэвидом Уорком Гриффитом и появляясь примерно в 15 их картинах ежегодно. Одной из самых успешных её ролей стала Флора Камерон, юная сестра, дожидающаяся двоих братьев с войны, в фильме «Рождение нации» (1915).
Второй не менее успешной и примечательной роль стала «прелестнейшая из девушек» в фильме «Нетерпимость». Картина, с крахом провалившаяся в своё время в прокате, в настоящее время считается одним из величайших шедевров эпохи немого кино. После выхода фильма на экраны она подписала успешный контракт на $2,500 в неделю с Самуэлем Годуином, но ни один из последующих фильмов не смог повторить успеха двух предыдущих работ.

### Последние годы
В 1918 году, после замужества с Луисом Ли Армсом, её контракт был урезан на год. Её последняя примечательная роль была в 1923 году в фильме «Белая роза» с Айвором Новелло в главной роли. С началом эры звукового кино её карьера в качестве успешной звезды завершилась. Мэй Марш всё же очень любила кинематограф и по-прежнему старалась добиваться новых киноролей. За последующие 40 лет она снялась более чем в сотне фильмов, но её роли были настолько эпизодичны, что в большинстве из них она даже не указывалась в титрах. Марш лишь изредка доставались более крупные роли в картинах Джона Форда, который был большим её поклонником.
Последний раз на киноэкранах она появилась в 1964, а 13 февраля 1968 года Мэй Марш скончалась от сердечного приступа в возрасте 73 лет в небольшом городке Хэрмоза-Бич в Калифорнии. За вклад в кино она удостоена звезды на Голливудской аллее славы.